# Dog Gone - Lo straordinario viaggio di Gonker
Dog Gone - Lo straordinario viaggio di Gonker (Dog Gone) è un film del 2023 diretto da Stephen Herek. 
Il film è tratto da una storia vera avvenuta negli anni '90.

## Trama
Quando il suo amato cane scompare un ragazzo parte insieme alla sua famiglia in un'affannosa ricerca per ritrovarlo e somministrargli un farmaco che gli può salvare la vita.

## Distribuzione
Il film è stato distribuito sulla piattaforma Netflix a partire dal 13 gennaio 2023.